# Exosphaeroma parva
Exosphaeroma parva är en kräftdjursart som beskrevs av Charles Chilton 1924. Exosphaeroma parva ingår i släktet Exosphaeroma och familjen klotkräftor. Inga underarter finns listade i Catalogue of Life.